# Сатурнія руда
Сатурнія руда (Aglia tau) — вид комах з родини Сатурнієвих (Saturniidae).

## Морфологічні ознаки

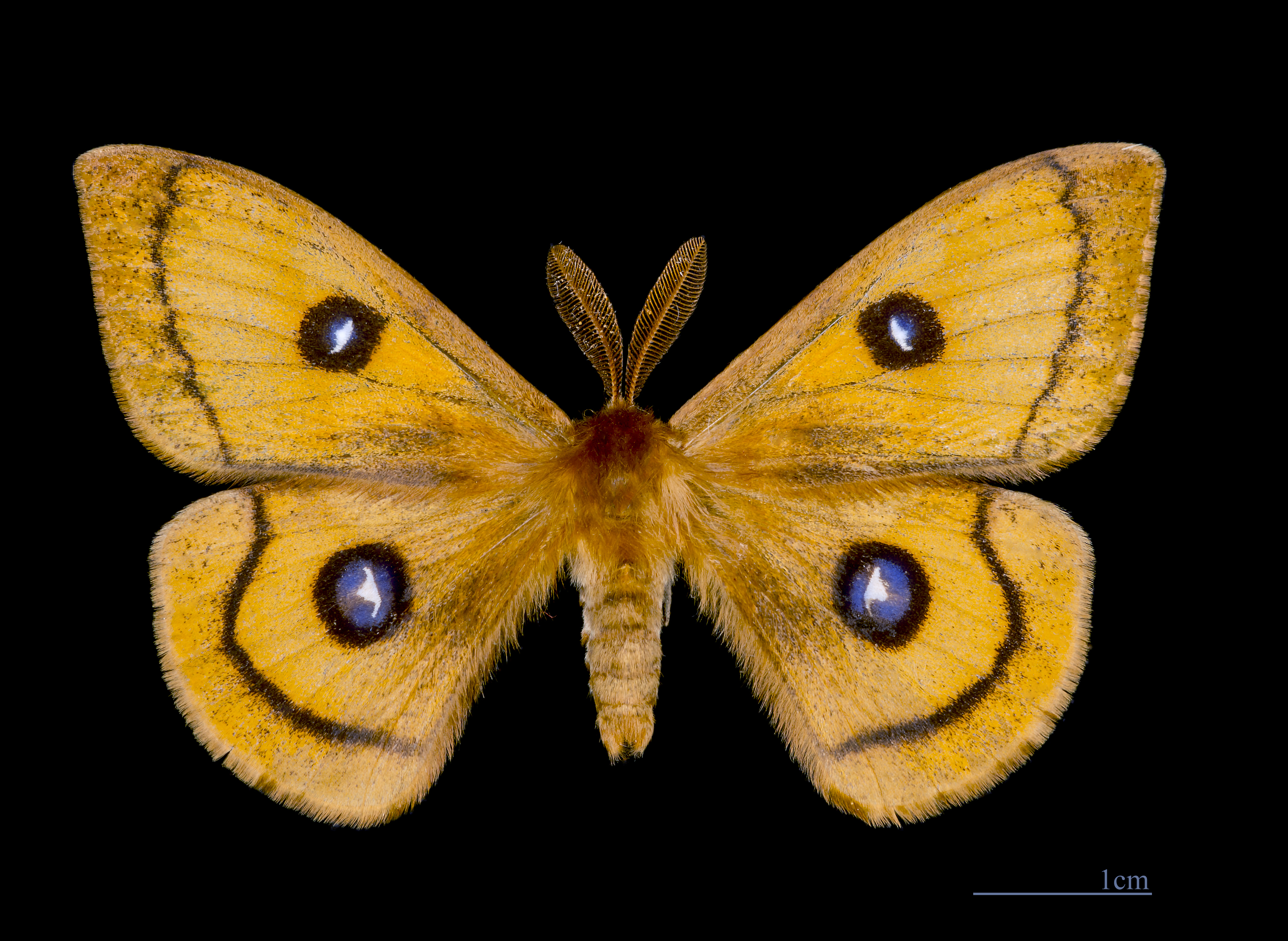
♂
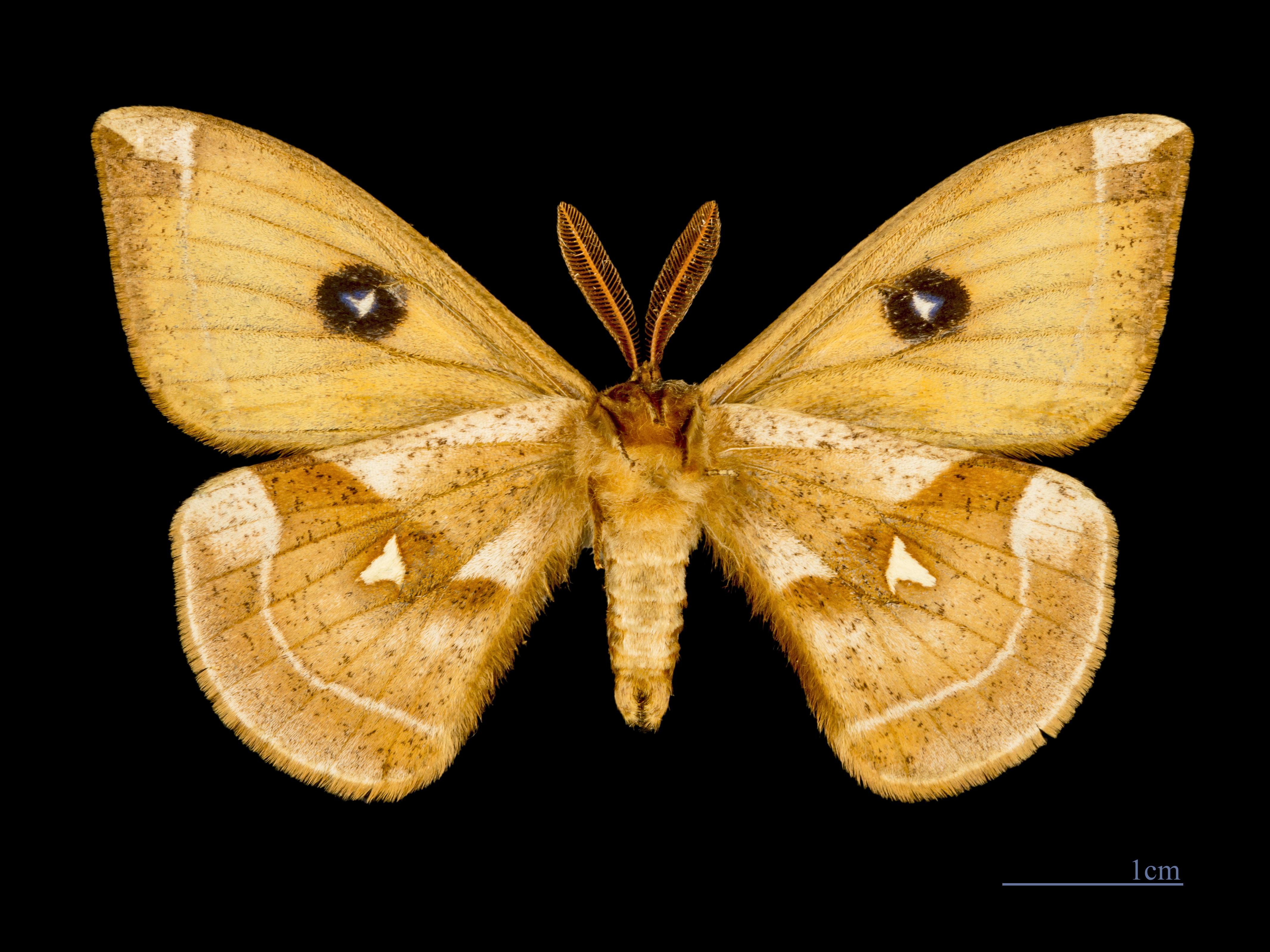
♂ △
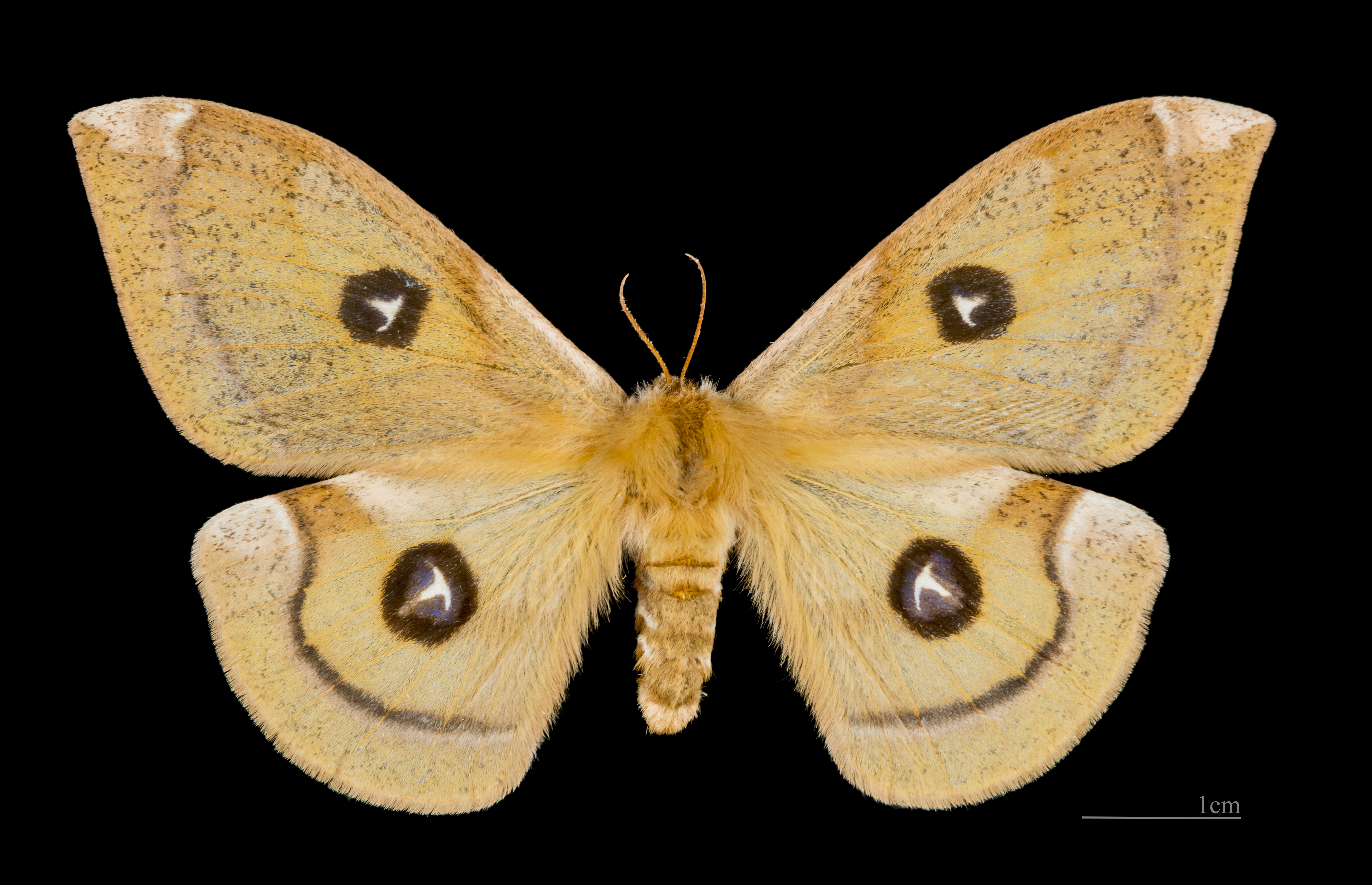
♀
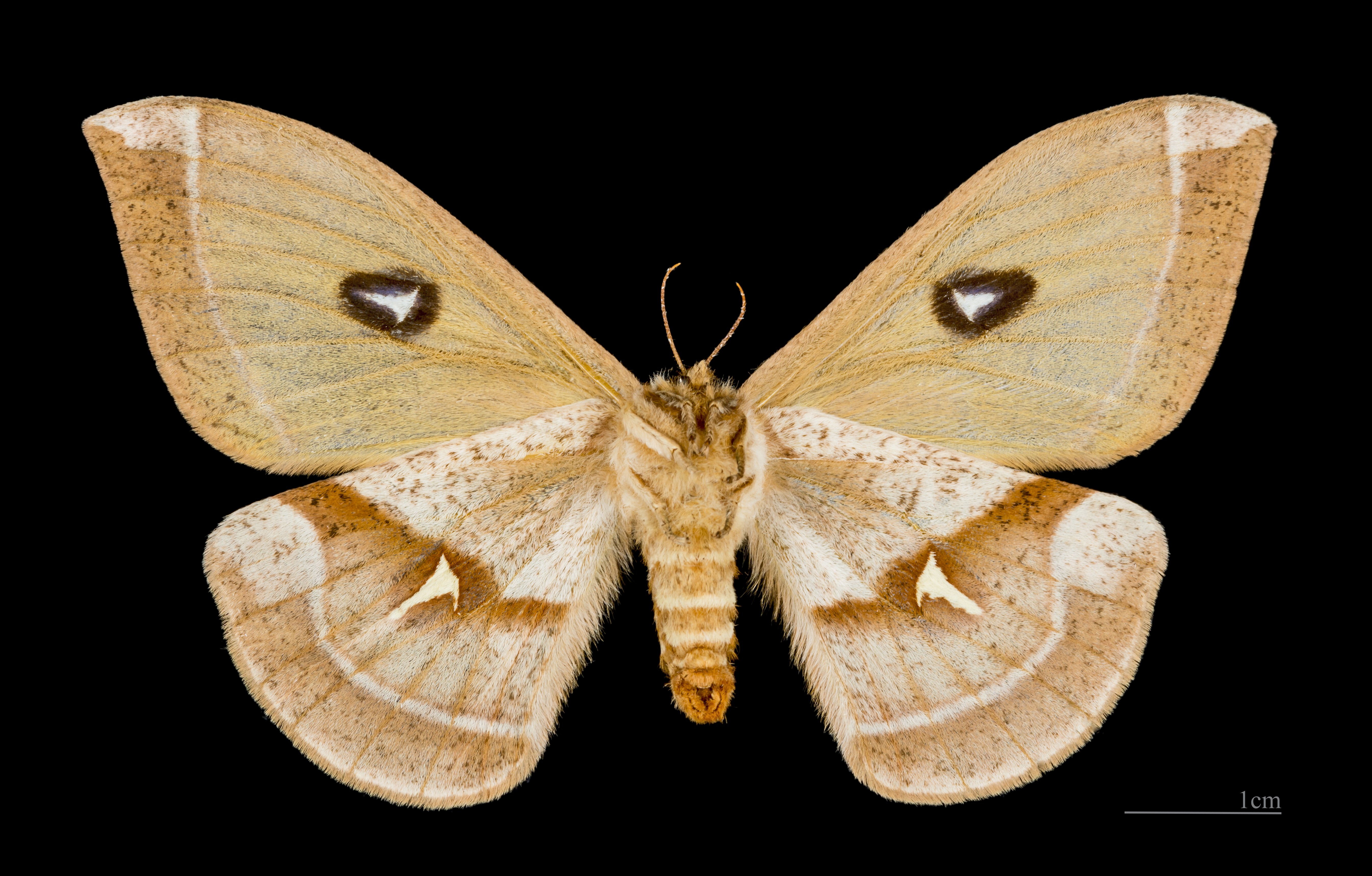
♀ △

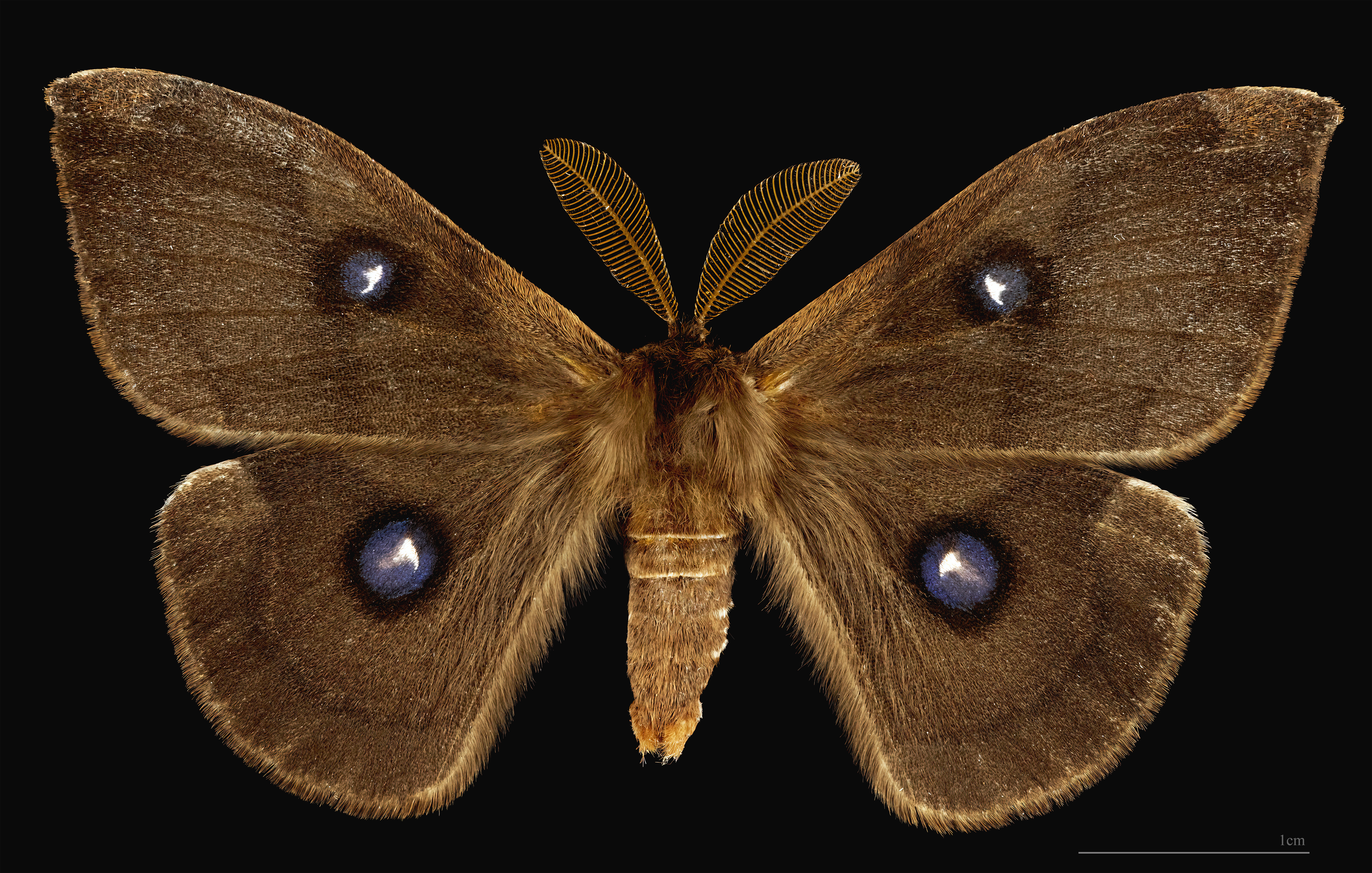
♂
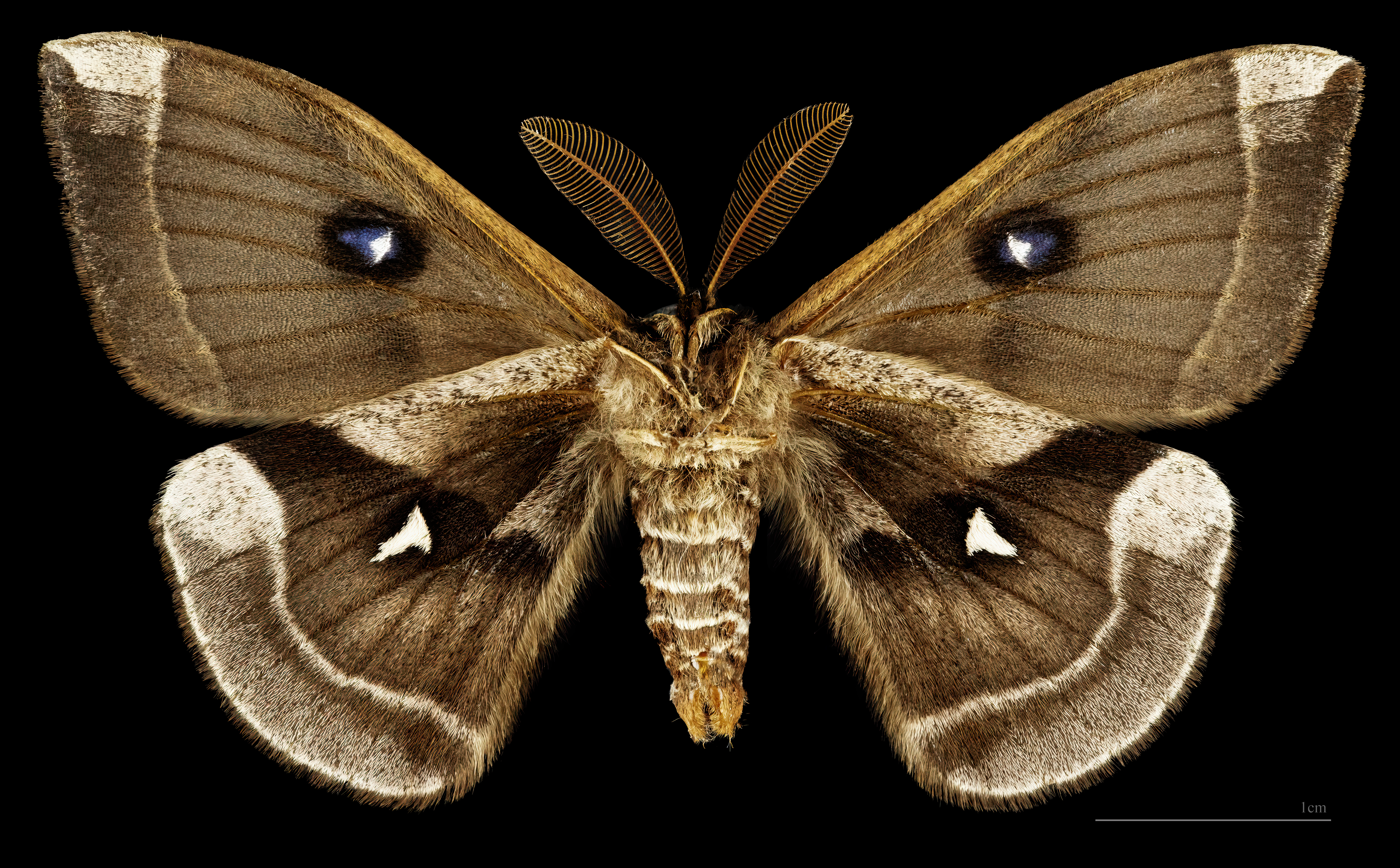
♂ △
♀
♀ △

Довжина переднього крила — 55–64 мм. Статевий диморфізм виразний. Основне забарвлення крил у самців рудувато-буре, у самиць — блідо-вохристо-жовте. На кожному крилі є по одному великому фіолетовому очку з чорною облямівкою та світлим малюнком у центрі, подібним до грецької букви «тау».
Aglia tau
Aglia tau f. melaina

## Поширення
Лісова та лісостепові зони Євразії.
В Україні зустрічається майже повсюдно, крім степових районів та Полісся.

## Особливості біології
Зустрічається у мішаних (переважно грабових та букових) лісах. Протягом року розвивається 1 генерація. Літ імаго — з середини квітня до кінця травня. Самці активні удень, іноді ввечері. Самиці малорухливі, вдень ховаються на стовбурах дерев і серед листя, яйця відкладають вночі, іноді прилітають на світло. Метелики не живляться. Гусінь живиться листям бука і граба, іноді — дуба, берези, вільхи, липи, ліщини, ясеня; розвивається гусінь з травня до липня. Заляльковується у лісовій підстилці. Зимують лялечки.

## Загрози та охорона
Вид було включено до Червоної книги України видань 1994 та 2009 років. Однак у 2021 році сатурнію руду було виключено з переліку  видів тварин, занесених до Червоної книги України.
Загрози: скорочення площ букових та грабових лісів, обробка їх пестицидами.
Як елемент біоценозу пасивно охороняється у заповідниках західної та центральної України. Необхідне збереження лісів (в першу чергу букових) та обмеження обробки їх пестицидами. Доцільний пошук популяцій виду та створення ентомологічних заказників у місцях високої концентрації виду. Відомі окремі випадки розведення в лабораторних умовах.